# Gournay-sur-Aronde
Gournay-sur-Aronde är en kommun i departementet Oise i regionen Hauts-de-France i norra Frankrike. Kommunen ligger i kantonen Ressons-sur-Matz som tillhör arrondissementet Compiègne. År 2022 hade Gournay-sur-Aronde 535 invånare.

## Befolkningsutveckling
Antalet invånare i kommunen Gournay-sur-Aronde
| Referens: INSEE |